# 维宽河
维宽河（法語：Vicoin，法語發音：[vikwɛ̃]）是法国卢瓦尔河地区大区马耶讷省的河流，是马耶讷河的右支流，长46.7千米，发源自曼恩地区圣伊莱尔和拉福雷新堡，于维宽河畔尼耶和奥里涅流入马耶讷河。